# James Strachey
James Beaumont Strachey (Londres, 26 de septiembre de 1887-High Wycombe, 25 de abril de 1967) fue un psicoanalista inglés, principalmente conocido por ser el traductor de las obras completas de Sigmund Freud al idioma inglés.

## Reseña biográfica
James Strachey fue el hijo menor de Sir Richard Strachey, oficial de las fuerzas armadas coloniales británicas y científico dedicado a la meteorología, geología, botánica y geografía del Himalaya y de Lady Jane Maria Strachey, escritora y activista por el sufragio femenino. Nació en el seno de una familia muy numerosa de trece hermanos (de los cuales solo 10 llegaron a la vida adulta). Su hermano Lytton Strachey, biógrafo y ensayista, miembro del conocido grupo de intelectuales de «Bloomsbury» escribió en 1921 una famosa biografía de la Reina Victoria. 

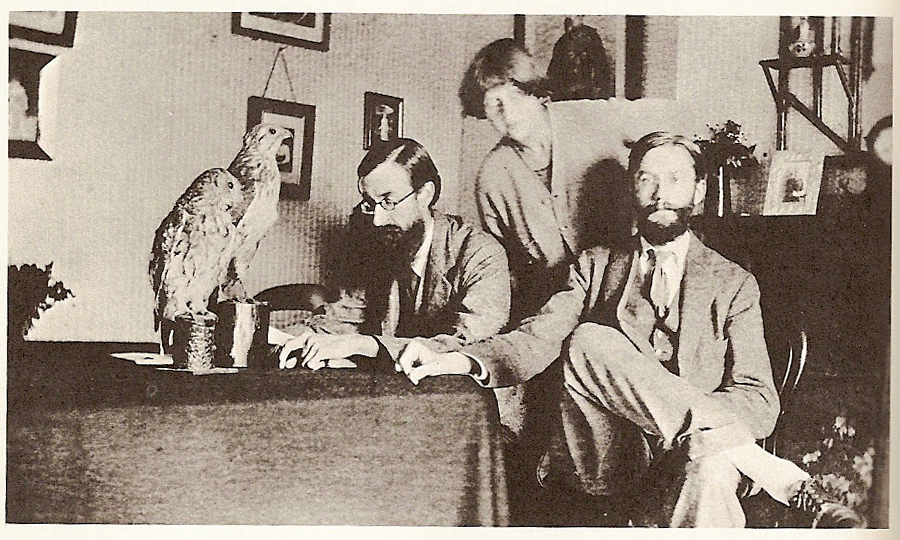
Los hermanos Lytton y James Strachey junto a Dora Carrington

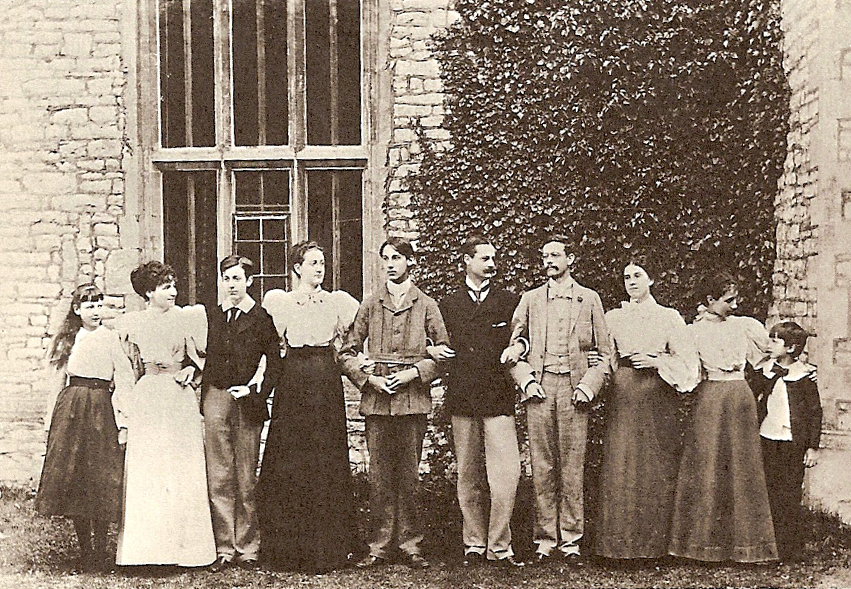
Los hijos de Sir Richard Strachey y Lady Strachey: Marjorie, Dorothea, Lytton, Joan Pernel, Oliver, Dick, Ralph, Philippa, Elinor, James.

Ambos hermanos estudiaron en el Trinity College en Cambridge y ambos tenían tendencias homosexuales. James Strachey tenía una relación amorosa con el estudiante y poeta Rupert Brooke. Entre los amigos del círculo de intelectuales destacaban Virginia Woolf, Leonard Woolf, Dora Carrington, Roger Fry y John Maynard Keynes.
En 1910 conoció a Alix Sargant-Florence, con quien contrajo matrimonio en 1920. Poco tiempo después y con la ayuda de Ernest Jones, fundador y presidente de la Sociedad Psicoanalítica Británica, el matrimonio se mudó a Viena para tomar contacto con Sigmund Freud. James Strachey inició un psicoanálisis con Freud. También su esposa Alix (quien más tarde colaboró en las traducciones) fue aceptada inicialmente por Freud en tratamiento, pero luego ella continuó su propio análisis con Karl Abraham en Berlín. Algunos años después, James Strachey se sometió a un nuevo análisis con el psicoanalista James Glover en Londres.
Strachey era muy aficionado a la música y una autoridad en ciertos autores, como Haydn, Mozart o Wagner. Fue colaborador habitual del Festival de Glyndebourne en la redacción de las notas a sus programas.

## LaStandard Edition
Antes del trabajo de Strachey existían algunas traducciones parciales de la obra Freud al idioma inglés, realizadas por Abrahm Arden Brill pero su calidad y rigurosidad eran discutibles. Ernest Jones propuso en la International Psychoanalytical Society el gran proyecto de realizar una traducción completa, bajo la tutela de la Sociedad Psicoanalítica Británica.
Cuando Marie Bonaparte, que también había sido paciente de Freud, ofreció financiar la gran empresa, Ernest Jones solicitó a Strachey y a su esposa que se hicieran cargo de la magna traducción y edición en inglés de la obra de Freud, lo que se transformó para Strachey en la gran obra de su vida: Tradujo los 24 volúmenes que componen la Standard Edition, obra que desde los años 70 se ha leído en el mundo entero más que la edición original en alemán y que constituye una referencia clave para las traducciones de Freud a todos los idiomas.
Este trabajo de traducción se realizó a lo largo de más de dos décadas. Entre 1953 y 1966 se publicaba más de un volumen por año. Strachey, sin embargo, no alcanzó a ver publicados los 24 volúmenes, pero sí 23 de ellos. El volumen 24 y último de la Standard Edition se publicó en 1974, un año después de la muerte de Alix Strachey.
James Strachey se desempeñó también él mismo como psicoanalista y como analista didáctico. Su analizado más famoso es Donald W. Winnicott, cuyo psicoanálisis didáctico transcurrió en el diván de Strachey. 